# Maria Canals Barrera
María Canals Barrera (* 28. září 1966 jako María Pilar Canals) je americká herečka a zpěvačka. Její nejznámější role jsou Theresa Russo v seriálu Kouzelníci z Waverly a Connie Torres ve filmech Camp Rock a Camp Rock 2: Velký koncert.

## Osobní život
Mluví anglicky a španělsky, je kubánsko-amerického původu. Na střední škole brala hodiny herectví. Se svým manželem, hercem Davidem Barrerou a jejich dvěma dcerami Bridget a Madeleine žije v Los Angeles v Kalifornii, zatímco velká část její početné rodiny žije v Miami na Floridě.

## Kariéra
Působila značně v divadle ve městech Miami a Los Angeles. Svůj televizní debut měla v roce 1993, když se objevila v televizním seriálu Key West. Získala mnoho uznání od komiksových fanoušků za nadabování role Hawkgirl/Shayera Hol v seriálech Liga spravedlivých a Justice League Unlimited. Namluvila postavu Sunset Boulevardez v seriálu The Proud Family.
Od roku 2007 hraje Theresu Russo, jednu z hlavních rolí v úspěšném seriálu Disney Channel, Kouzelníci z Waverly. V roce 2009 si roli Theresy zahrála i ve filmové verzi seriálu s názvem Kouzelníci z Waverly: Film. V roce 2008 si také zahrála roli Connie Torres ve filmu Camp Rock, z produkce Disney Channel. Roli Theresy si zopakovala v pokračování filmu s názvem Camp Rock 2: Velký koncert.

## Ocenění
V roce 2002 vyhrála cenu American Latino Media Arts (ALMA) v kategorii Nejlepší herečka ve vedlejší roli za roli v televizním seriálu The Brothers Garcia.
V roce 2009 získala cenu Emmy za seriál Kouzelníci z Waverly v kategorii Výjimečný dětský pořad.
15. srpna 2010 získala Imagen Award a cenu Emmy v kategoriích Nejlepší herečka ve vedlejší roli a Výjimečný dětský televizní pořad za její roli ve filmu Kouzelníci z Waverly: Film.
V září 2011 vyhrála Imagen Award a American Latino Media Arts (ALMA) v kategorii Nejlepší televizní herečka ve vedlejší roli za její roli v seriálu Kouzelníci z Waverly.

## Filmografie
| Film                             | Film                                    | Film                                  | Film                                          |
| Rok                              | Název                                   | Role                                  | Poznámky                                      |
| -------------------------------- | --------------------------------------- | ------------------------------------- | --------------------------------------------- |
| 1993                             | Jeden a půl policajta                   | Mrs. Bobo #2                          |                                               |
| 1995                             | Moje rodina                             | mladá Irene                           |                                               |
| 2001                             | Americká zlatíčka                       | Adinah                                |                                               |
| 2002                             | Americký Casanova                       | Žena v baru                           |                                               |
| 2002                             | Pán převleků                            | Sophia                                |                                               |
| 2003                             | Prokletá Argentina                      | Esme Palomares                        |                                               |
| 2005                             | The Proud Family Movie                  | Sunset Boulevardez (hlas)             |                                               |
| 2008                             | Camp Rock                               | Connie Torres                         |                                               |
| 2009                             | Kouzelníci z Waverly - Film             | Theresa Russo                         |                                               |
| 2010                             | Camp Rock 2: Velký koncert              | Connie Torres                         |                                               |
| 2011                             | Moje krásná učitelka                    | Lala Pinedo                           |                                               |
| 2012                             | Batman: Návrat Temného rytíře, část 1.  | Ellen Yindel (hlas)                   |                                               |
| 2013                             | Batman: Návrat Temného rytíře, část 2.  | Ellen Yindel (hlas)                   |                                               |
| 2013                             | Návrat kouzelníků: Alex versus Alex     | Theresa Russo                         |                                               |
| 2013                             | Night of the Hipsters                   | Barbara                               | Krátkometrážní film                           |
| 2016                             | God's Not Dead 2                        | Catherine Thawley                     |                                               |
| 2017                             | Mladí Titáni: Jidášova smlouva          | Bianca Reyes / PC (hlas)              |                                               |
| 2019                             | Sweet Inspirations                      | Bonnie                                |                                               |
| DVD                              |                                         |                                       |                                               |
| Rok                              | Název                                   | Role                                  | Poznámky                                      |
| 2003                             | Scooby-Doo: Mexická příšera             | Sofia (hlas)                          |                                               |
| 2009                             | Wizards on Deck with Hannah Montana     | Theresa Russo                         |                                               |
| Televize                         |                                         |                                       |                                               |
| Rok                              | Název                                   | Role                                  | Poznámky                                      |
| 1992–1994                        | Marielena                               | Nancy                                 | Vedlejší role                                 |
| 1997–1998                        | The Tony Danza Show                     | Carmen Cruz                           | Hlavní role, 7 dílů                           |
| 2000–2004                        | Static Shock                            | Shelly Sandoval (hlas)                | 14 dílů                                       |
| 2001–2004                        | Liga spravedlivých                      | Hawkgirl, Livewire (hlas)             | 43 dílů                                       |
| 2001–2005                        | The Proud Family                        | Sunset Boulevardez (hlas)             | 19 dílů                                       |
| 2004–2006                        | Justice League Unlimited                | Hawkgirl, Fire (hlas)                 | 9 dílů                                        |
| 2004–2007                        | Danny Phantom                           | Paulina (hlas)                        | 15 dílů                                       |
| 2007–2012                        | Kouzelníci z Waverly                    | Theresa Russo                         | Hlavní role, 84 dílů                          |
| 2014–2015                        | Cristela                                | Daniela                               | Hlavní role, 22 dílů                          |
| 2016                             | A Bronx Life                            | Angela                                | TV film                                       |
| 2017                             | Wixen: The Movie                        | Dr. Vargas (hlas)                     | TV film                                       |
| 2016                             | The Wedding Do Over                     | Irene Anderson                        | TV film                                       |
| Hostování v televizních pořadech |                                         |                                       |                                               |
| Rok                              | Název                                   | Role                                  | Poznámky                                      |
| 1990                             | Jump Street 21                          | Rosina                                | díl: „La Bizca“                               |
| 1991                             | Key West                                | Fig                                   | Vedlejší role, 5 dílů                         |
| 1991                             | Super Force                             | Lori Wechsler                         | 2 díly                                        |
| 1994                             | Je to vražda, napsala                   | Carmen                                | díl: „Wheel of Death“                         |
| 1994                             | Viper                                   | Carla                                 | díl: „Wheels of Fire“                         |
| 1995                             | Almost Perfect                          | Carmen                                | díl: „You Like Me, You Really Like Me“        |
| 1996                             | Goode Behavior                          | Denise                                | díl: „Goode Feelings“                         |
| 1998                             | Verončiny svůdnosti                     | Dannie                                | díl: „Veronica's a Partner Now“               |
| 1998                             | Caroline in the City                    | Maria                                 | díl: „Caroline and the Toothbrush“            |
| 1999                             | Beggars and Choosers                    | Yolanda                               | Vedlejší role                                 |
| 2000                             | That's Life                             |                                       | díl: „Bad Hair Week“                          |
| 2001                             | The Brothers García                     | Paní Azteca                           | díl: „Love Is Very... Confusing“              |
| 2001                             | Popular                                 | Box bonbonů                           | díl: „Fire in the Hole“                       |
| 2003                             | Miss Match                              | Manažerka obchodu                     | díl: „Santa, Baby“                            |
| 2004                             | Larry, kroť se                          | Delilah – Hygienistka                 | 2 díly                                        |
| 2005                             | The Boondocks                           | španělská televizní reportérka (hlas) | 2 díly                                        |
| 2006                             | George Lopez                            | Claudia Palmero                       | díl: „A Funeral Brings George to His Niece“   |
| 2006                             | Handy Manny                             | Peggy Salazar (hlas)                  | díl: „Supermoguy/Tool Talk“                   |
| 2007                             | The Loop                                | Agent Denise                          | díl: „Yeah, Presents“                         |
| 2009                             | Superagent Oso                          | (hlasová role)                        | díl: „Octo-Puzzle/One Suitcase Is Now Enough“ |
| 2011                             | Generator Rex                           | Valentina                             | díl: „Outpost“                                |
| 2012                             | Pound Puppies                           | Dr. Trudy (hlas)                      | 3 díly                                        |
| 2014                             | Tři kluci a nemluvně                    | Carol Beltran                         | díl: „Bonnie's Unreal Estate“                 |
| 2014                             | Gang Related                            | Marciela Acosta                       | 2 díly                                        |
| 2015                             | Members Only                            | Hilda                                 | Hlavní role, nevysílaný seriál                |
| 2016                             | Dokonalý Spiderman                      | Rio Morales (hlas)                    | 3 díly                                        |
| 2016                             | Last Man Standing                       | Sherly                                | díl: „Where There's Somke, There's Ire“       |
| 2016                             | Teorie velkého třesku                   | Issabella                             | díl: „Inkubace mozkových buněk“               |
| 2017                             | Triangle                                | Alice                                 |                                               |
| 2018                             | Knight Squad                            | Saffron                               | díl: „Parent Teacher Knight“                  |
| 2018                             | Mladí a hladoví                         | Marisol                               | díl: „Young & Mexico, Part 1“                 |
| 2018                             | Fuller House                            | Nadia                                 | díl: „Perfect Sons“                           |
| Videohry                         |                                         |                                       |                                               |
| Rok                              | Název                                   | Role                                  | Poznámky                                      |
| 1998                             | Grim Fandango                           | Mercedes "Meche" Colomar              | Hlas                                          |
| 2010                             | Marvel vs. Capcom 3: Fate of Two Worlds | She-Hulk                              | Hlas                                          |
| 2011                             | Ultimate marvel vs. Capcom 3            | She-Hulk                              | Hlas                                          |
| 2015                             | Infinite Crisis                         | Hawkgril                              | Hlas                                          |